# Gabriele Marotta
Gabriele Marotta (Rome, 31 juli 1967) is een Italiaans autocoureur.

## Carrière
Marotta begon zijn autosportcarrière in 1986 in de Britse Formule Ford. In 1987 stapte hij over naar de Franse Formule Ford en in 1988 reed hij in de Franse Formule Renault Turbo. In 1991 stapte hij over naar het Italian Touring Car Championship en bleef hiertot 1998 actief. Tussen 1996 en 2005 nam hij ook deel aan andere kampioenschappen, waaronder de BPR Global GT Series, de European Touring Car Series en de Formule Palmer Audi.
In 2009 stapte Marotta over naar de Superstars Series en werd 28e in het internationale kampioenschap en 30e in het Italiaanse kampioenschap. In 2010 stapte hij over naar de Superstars GTSprint. Hij eindigde als 35e in het hoofdkampioenschap, maar won de titel in de GT4-klasse. Hierna reed hij enkele jaren niet, maar in 2014 werd hij tweede in de 100 mijl van Magione op het Autodromo dell'Umbria. In 2015 maakte hij de overstap naar de TCR International Series, waar hij tijdens het raceweekend op de Red Bull Ring voor het team Target Competition in een Seat León Cup Racer. Hij eindigde de races als dertiende en tiende, waardoor hij één punt wist te scoren.